# Альпійське астросело Лю-Стайлас
Альпійське астросело Лю-Стайлас (англ. Alpine Astrovillage Lü-Stailas) — колишній центр астрофотографії та спостережень неба в долині Валь-Мюштайр у швейцарському кантоні Граубюнден, який працював від 2009 року до 1 грудня 2019 року.

## Історія
Альпійське астросело заснували Вацлав та Їтка Оуредник під час Міжнародного року астрономії (2009). Романшською мовою «Лю-Стайлас» означає «світло зір».
Альпійське астросело розташовувалося у високогірному біосферному заповіднику ЮНЕСКО «Валь-Мюстер — Швейцарський національний парк» у східних Швейцарських Альпах на висоті 2000 м у регіоні з хорошим астрономічним баченням та мінімальним світловим забрудненням. Долина Валь-Мюстер з її сухим і безвітряним мікрокліматом та малою кількістю туманів пропонує особливо сприятливі умови для спостереження неба, із середньою кількістю 250 сонячних днів та 130—150 безхмарних ночей на рік.
2011 року центр отримав звання «перлини пригод кантону Граубюнден» (нім. Erlebnisperle des Kantons Graubünden).
Центр проводив курси з астрофотографії та спостереження за небесними тілами. У співпраці зі школами Альпійське астросело також пропонувало можливість виконати практичну частину шкільних проєктів та семінарських робіт. Воно також організовувало та проводило астрофотографічні поїздки до найтемніших місць на Землі, відвідуючи великі професійні обсерваторії.
Наступник центру відкрився в Люцайні під тією ж назвою, Альпійське астросело, і під керівництвом тих самих операторів.